# Копенгагенський метрополітен
Копенга́генське метро́ (дан. Københavns Metro) — перший і єдиний метрополітен у Данії. Система метро відкрита 2002 року. Входить у мережу громадського транспорту, що обслуговує Копенгагенську агломерацію: комуни Копенгаген, Фредеріксберг і Торнбю.
Метро Копенгагена — один із наймолодших метрополітенів світу, проекти яких були розроблені в першому десятилітті XXI століття. На міжнародній конференції з метрополітенів (англ. Metro Rail Conference) 2008 року копенгагенський метрополітен визнано найкращим в світі. Станом на  2021 рік  данський метрополітен  налічує  чотири (4)  лінії  з 44 станціями, продовжуючи постійно розвиватися; так, в жовтні 2019 року  відкрився  кільцевий маршрут з іще двох нових ліній.

## Історія
Питання про будівництво метрополітену в Копенгагені постало ще на початку 90-х років XX століття. Перше рішення про необхідність будівництва було прийняте Фолькетінгом (парламентом) Данії 1992 року. Основною метою даного проекту було забезпечення жителів міста й прилеглих районів сучасним і швидким видом транспорту, який би не залежав від наземної транспортної ситуації та був максимально зручним для пасажирів.

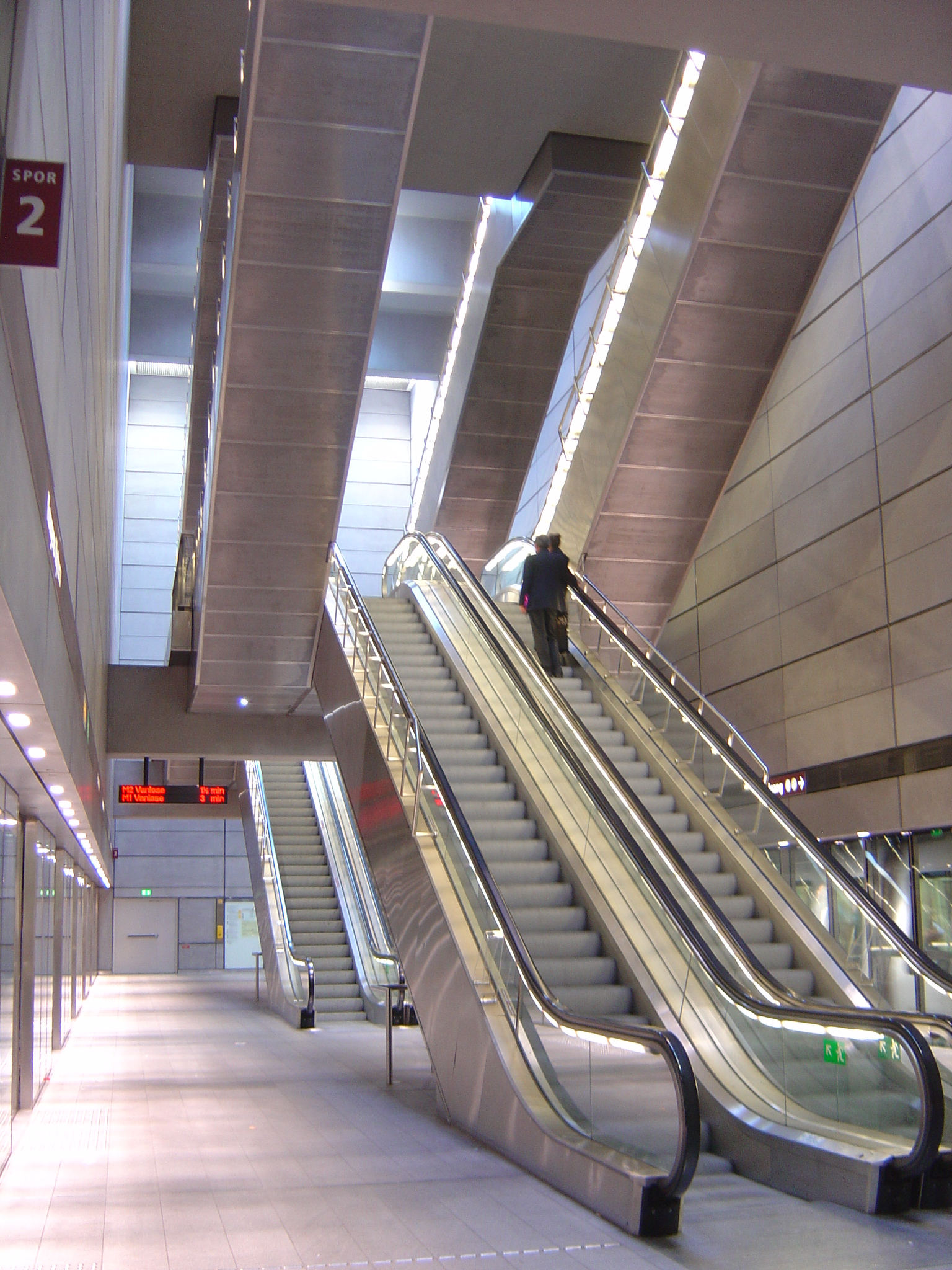
Підземна станція Конгенс-Нюторв, 2007 рік.

До 1997 року, на етапі підготовчих робіт, було завершено проектування рухомого складу та закуплено обладнання, необхідне для початку будівництва. 1998 року недалеко від майбутньої станції Ісландс-Брюгге (дан. Islands Brygge) розпочалася проходка тунелів. Глибина залягання тунелів змінюється від 20 до 30 метрів.
Цього ж, 1998 року, в Італії компанія Ansaldo Trasporti розпочала виготовлення рухомого складу (34 тривагонні потяги). 2000 року відбулись ходові випробування першого потягу на готовій наземній ділянці, а на початку 2001 року завершена проходка підземних тунелів. У День сміху, 1 квітня 2001 року, на честь запланованого відкриття метрополітену в Данії, на центральній площі Копенгагена (дан. Rådhuspladsen) був встановлений макет вагона метро, що вилетів назовні під кутом 45 градусів. Насправді це був списаний вагон Стокгольмського метрополітену.

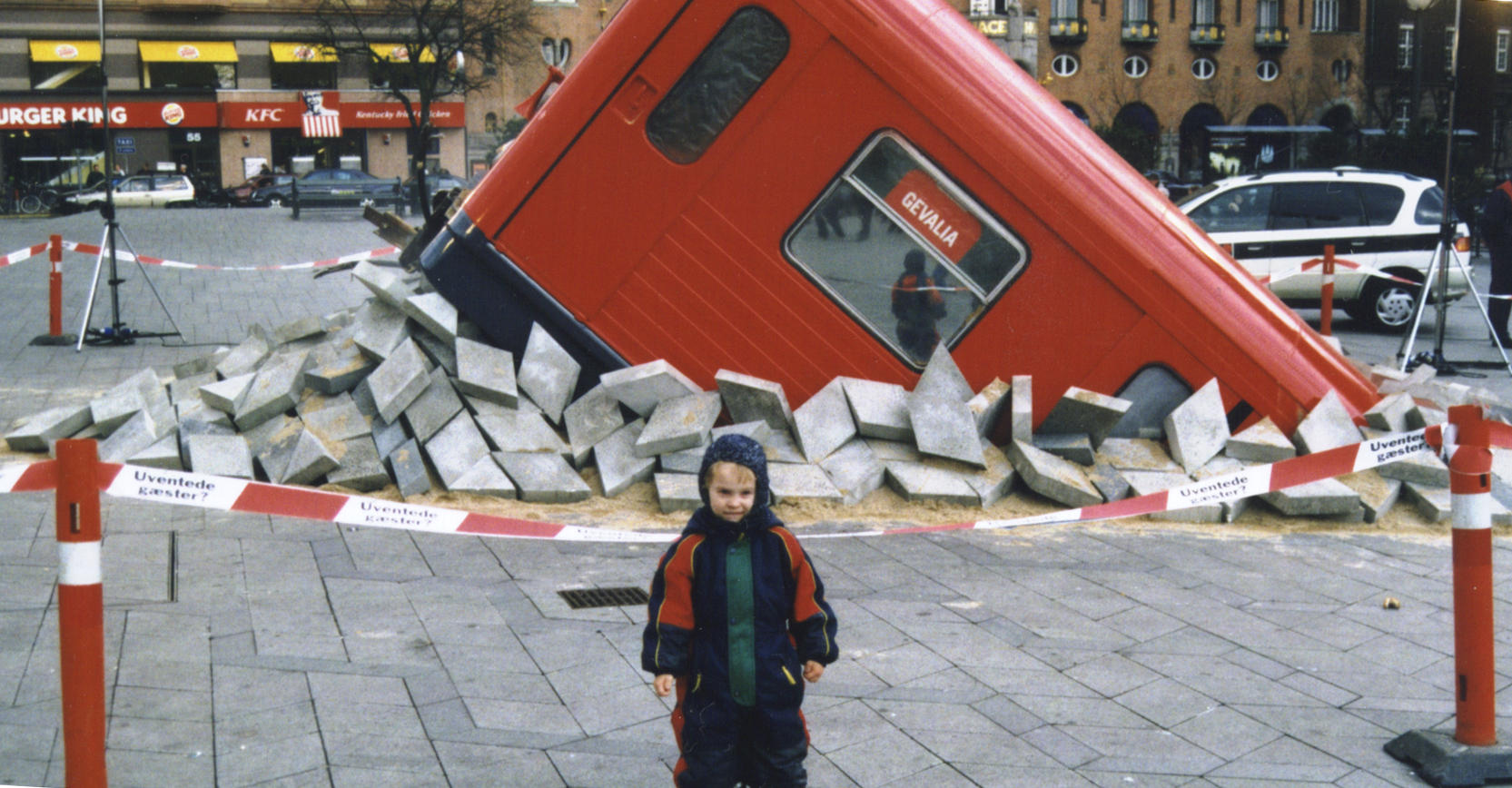
День сміху 2001 року, Копенгаген.

У період від 2001 до 2002 року велися роботи зі спорудження станцій метро і монтаж систем забезпечення. У червні 2002 року розпочалося налагодження систем і обкатка рухомих потягів по всій довжині пускової дистанції, а в серпні розпочато роботи на наземній дистанції метро вздовж східного узбережжя острова Амагер в сторону найбільшого аеропорту Данії — Каструп. Цю дистанцію завершили тільки у вересні 2007 року.

### Хронологія відкриття дистанцій
- 19 жовтня 2002 року метрополітен Копенгагена відкрився на дистанції між станціями Неррепорт і Вестамагер (станції Неррепорт, Конгенс-Нюторв, Крістіансгавн, Ісландс-Брюгге, ДР-Бюен, Сундбю, Белла-Сентер, Ерестад і Вестамагер), з південно-східним відгалуженням до Лерграуспаркен (станції Амагербро і Лерграуспаркен). До складу дистанції довжиною 7,3 кілометра входило 11 станцій.[8]
- 29 травня 2003 року відкрилась дистанція до Фредеріксбергу (станції Форум і Фредеріксберг). Спочатку відкриття дистанції планувалося на 25 травня, тому на лінії було припинено автобусне сполучення. Однак через те, що королева Данії Маргрете II не могла відвідати церемонію, відкриття відклали на 4 дні (протягом яких автобуси на лінії не ходили).[9]
- 12 жовтня 2003 лінія продовжена до Ванлесе (станції Фасанвай, Ліндеванг і Ванлесе).[10] Як підземну дистанцію між станціями Фредеріксберг і Фасанвай використали дистанцію системи S-tog, сполучення S-tog на цій дистанції було припинено 20 червня 1998 року.[11]
- 24 січня 2004 на дистанції Фредеріксберг — Ванлесе відкрили ще одну станцію — Флінтгольм.[5]
- 28 вересня 2007 року була відкрита третя пускова дистанція, довжиною 4,5 кілометри, до аеропорту (станції Ересунн, Амагер-Странд, Фемерен, Каструп, Луфтгавнен). Червону стрічку на урочистій церемонії відкриття кінцевої станції Луфтгавнен (у північній частині терміналу 3 аеропорту) перерізав кронпринц Фредерік.[12]

### Сучасний стан
На сьогодні метро Данії є одним з найкращих у світі. Так, на міжнародній конференції з метрополітенів (англ. Metro Rail Conference) 2008 року, експерти з Нью-Йорка, Токіо, Лондона та інших міст з розвиненою системою метро визнали Копенгагенське метро найкращим у світі. Крім того, йому присудили перше місце в номінації Найкраще метро Європи. Головними причинами такого рішення були названі стабільність у роботі метро, позитивні відгуки пасажирів та високий рівень безпеки. Також на вибір експертів вплинула й швидкість, з якою була введена в експлуатацію нова гілка до аеропорту Каструп.
Станом на 2021 рік метро Копенгагена складається з 39 станцій, з яких 26 є підземними (3 станції мілкого закладення і 23 глибокого). Загальна довжина ліній у двоколійному обчисленні становить 35.9 кілометри, з них близько 26.5 кілометрів проходять у тунелях та 12 кілометрів по землі та на естакадах. За даними на 2013 рік пасажиропотік Копенгагенського метрополітену становить 55 мільйонів осіб на рік і 153 тисяч на добу.

### Майбутнє метрополітену

Схема метро після введення кільцевого маршруту (лінії М3/М4), після 2020 року.

## Інфраструктура

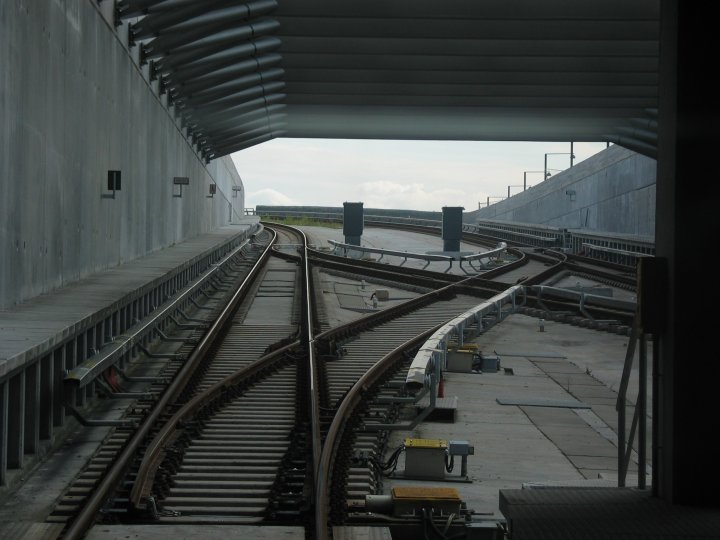
Вихід тунелю на поверхню, недалеко від станції Ісландс-Брюгге, 2003 рік.

Копенгагенське метро складається (на 2021 рік) з чотирьох ліній (M1, M2, М3, М4), на яких зосереджені 39 станцій метро, з яких 13 наземних і 26  підземних. Загальна довжина тунелів метрополітену Копенгагена складає 26 кілометрів, а довжина колій на поверхні — 11 км.

### Тунелі
Для будівництва тунелів було засновано спільне підприємство COMET (англ. The Copenhagen Metro Construction Group), куди входили співробітники 6 компаній з різних країн. COMET збудувало близько 8 км тунелю і 5 км наземних ліній, 12 станцій (7 підземних і 5 наземних). Проходка тунелів почалася 1998 року біля майбутньої станції Ісландс-Брюгге.
Спорудження тунелів здійснювали трьома методами (способами будівництва):
1. Метод ТПК або тунелепрохідний комплекс  (від англ. TBM — Tunnel Boring Machine), з використанням бурової тунелепрохідної машини. Оскільки здебільшого проходку вели через вапнякові породи, то більшість тунелів зроблена з використанням саме цього методу. У роботі використовували два щити фірми «Wirth», що отримали імена Лів (англ. Liva) і Бетт (англ. Bette)[11] (один з них, після проведення відновлювальних робіт, вів проходку метро в Казані).
2. Метод НАТМ або Новий австрійський метод проходки тунелів (від англ. NATM — The New Austrian Tunneling method). Даний метод застосовували на дистанціях де діаметр прохідницького щита був недостатнім (наприклад, на розвилках). Тунель розширювали за допомогою екскаваторів з встановленими на них гідравлічними різаками.
3. Відкритий метод (англ. Cut & Cover). На дистанціях, де тунель розташований близько до поверхні землі. В основному відкритим методом були зроблені тунелі біля станцій Ісландс-Брюгге, Фредеріксберг і Лерграуспаркен. На відміну від тунелів побудованих іншими методами, що мають круглий переріз, у тунелів відкритого методу переріз прямокутний.[16]

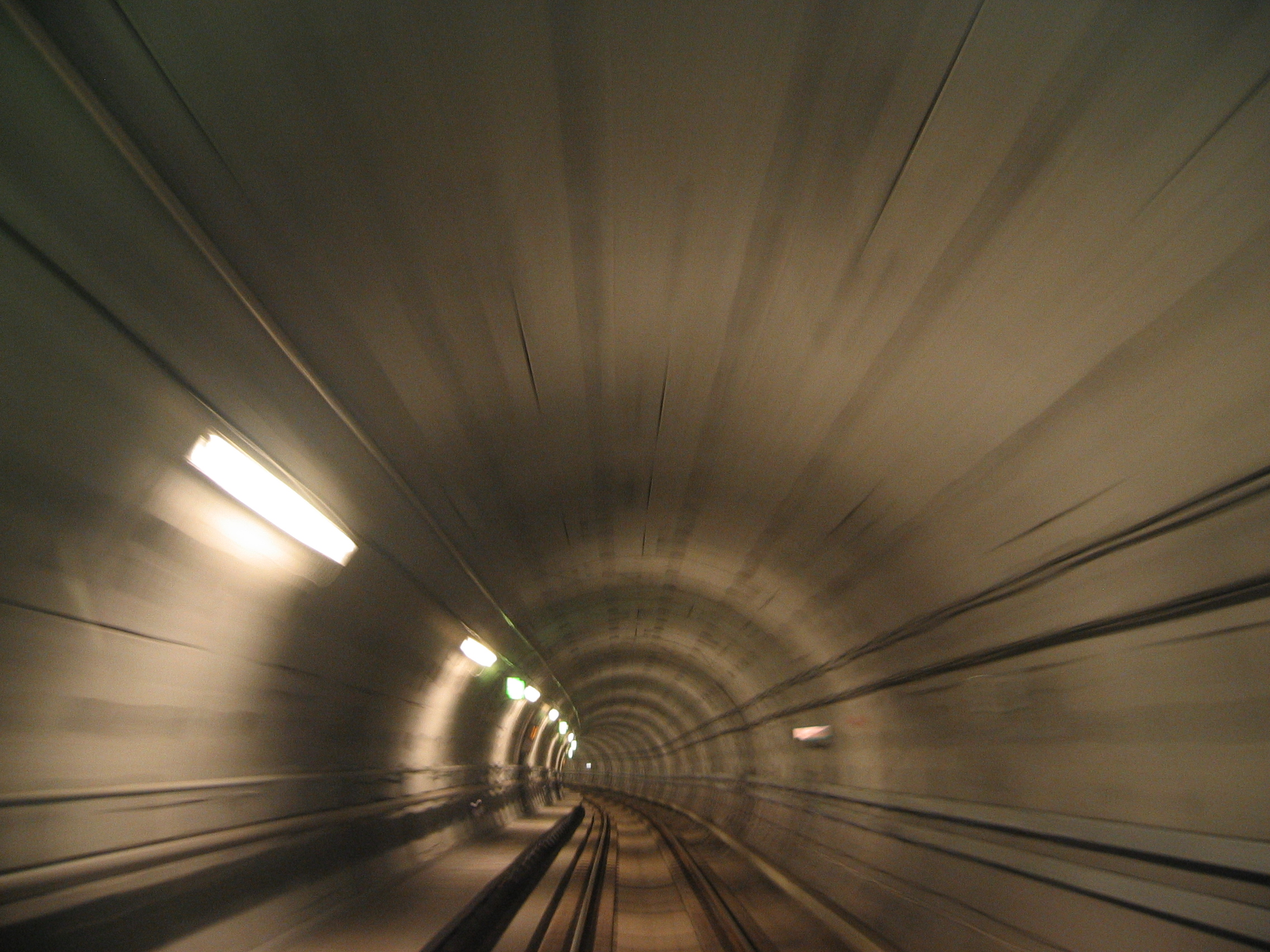
Тунель Копенгагенського метро, 2001 рік. Зліва розташована пішохідна доріжка.

Тунелі розташовані на глибині від 25 до 33 метрів під землею, причому підземні станції займають вищу позицію і розташовані ближче до поверхні землі (на глибині 20 м). Таке розташування станцій щодо тунелів зроблено з метою енергозбереження, так як поїзди рухаються з гори під час прискорення і в гору під час гальмування. У середньому секція тунелю Копенгагенського метро важить 3100 кілограм і має внутрішній діаметр 4,9 метра і зовнішній діаметр — 5,5.
У кожному тунелі є пішохідні доріжки, які можуть бути використані для евакуації пасажирів поїзда в разі зупинки за межами станції. Також є аварійні виходи через кожні 600 метрів (при середній відстані між станціями близько 1000 метрів). Пішохідні переходи добре освітлені, щоб було легко знайти вихід. Різні кабелі та технічні споруди розташовані під пішохідними доріжками.
Вентиляція тунелів здійснюється за поздовжньою схемою. Вентиляційні шахти, розташовані через кожні 3,7 м по всій довжині перегону. Через них і відбуваються приплив і викид повітря. Відмінною особливістю шахти на поверхні є фундамент з світло-сірого граніту.

### Лінії та маршрути

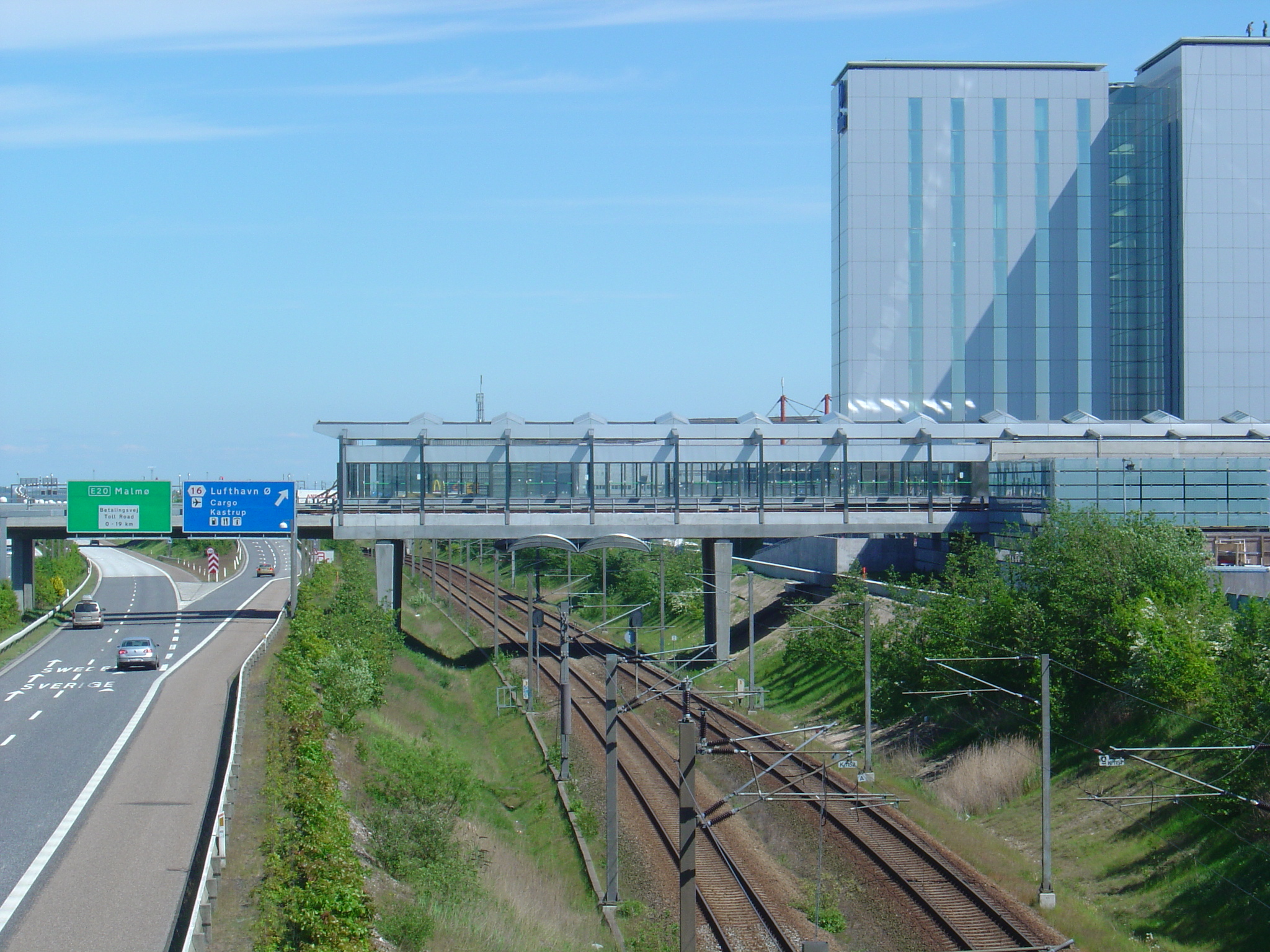
Надземна станція метро Луфтгавнен в Каструпі, 2007 рік.

У Копенгагенському метро є чотирі лінії: M1, M2, М3 та М4. 5 станцій лінії М4 будуються і повинні бути здані до 2024 року.
| Лінія | Назва    | Колір    | Колір    | Маршрут              | Дата відкриття | Довжина | Станції |
| ----- | -------- | -------- | -------- | -------------------- | -------------- | ------- | ------- |
| M1    | Лінія M1 | Зелений  | Лінія M1 | Ванлесе — Вестамагер | 2002 рік       | 13,1 км | 15      |
| M2    | Лінія M2 | Жовтий   | Лінія M2 | Ванлесе — Луфтгавнен | 2002 рік       | 14,2 км | 16      |
| M3    | Лінія M3 | Червоний | Лінія M3 | Кільцевий маршрут    | 2019 рік       | 15.5    | 17      |
| M4    | Лінія M4 | Синій    | Лінія M4 | Еллеберг — Орієнткай | 2024 рік       | 10,2 км | 13      |

Лінії M1 і M2 збігаються на дистанції від станції Ванлесе до станції Крістіансгавн. Потім M1 йде до станції Вестамагер, яка знаходиться в Кальвебод-Феллед (дан. Kalvebod Fælled), західній частині острову Амагер. А лінія M2 проходить до аеропорту в Каструпі, східна частина Амагеру.
Лінії M3 і M4 складають єдиний маршрут Cityringen. Однак, кільцевою лінією є тільки M3, тоді як M4 є кінцевим маршрутом від станції Кебенгавнс-Говедбанегор (головний залізничний вокзал Копенгагена) до станції Нерребро, через ключову станцію Конгенс-Нюторв, з якої можна буде потрапити на будь-яку з чотирьох можливих ліній Копенгагенського метрополітену.

### Станції

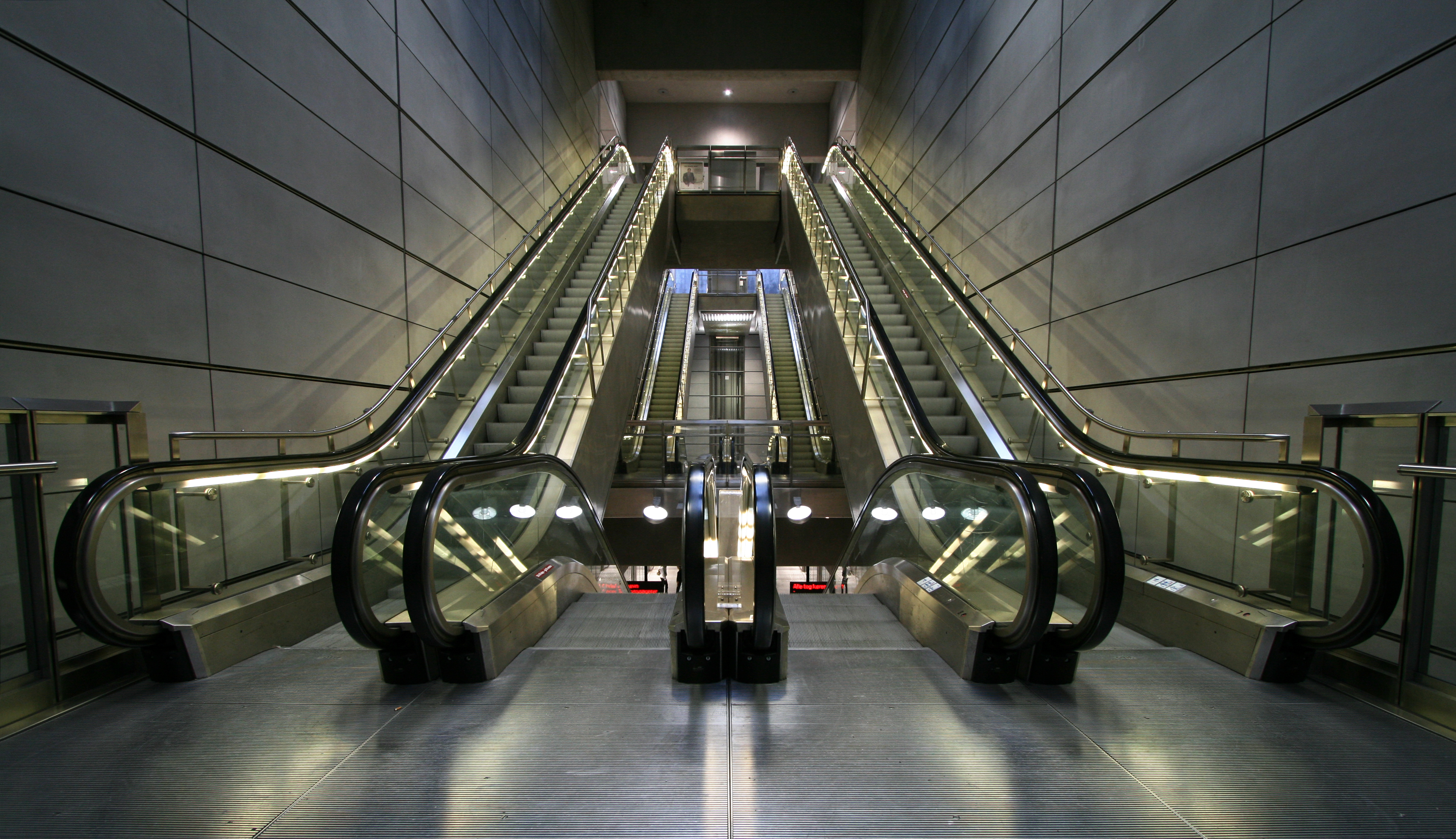
Ескалатори проміжного поверху ведуть на платформу і наземний вестибюль.

Станом на 2010 рік в Копенгагені та Фредеріксберзі в загальній складності є 22 станції метро, з них 9 станцій підземні. Наземні та надземні станції мають ширину від 6 до 12 метрів, накриті легким навісом. Вхід на станції здійснюється з підземного переходу по сходах або на ліфті (місткість 10 чоловік). Наземні станції не мають додаткової огорожі, але мають електронну систему екстреної зупинки поїзда в разі знаходження на шляхах людей або падіння предметів. Виняток становить надземна станція Луфтгавнен, яка має прозорі стіни і двері. Наземні станції створені зі скла і сталевих конструкцій, від чого створюється ефект легкості конструкції. Дане рішення було обрано в першу чергу для того, щоб масивна будівля станції не перевантажувала і не домінувала в навколишньому пейзажі.

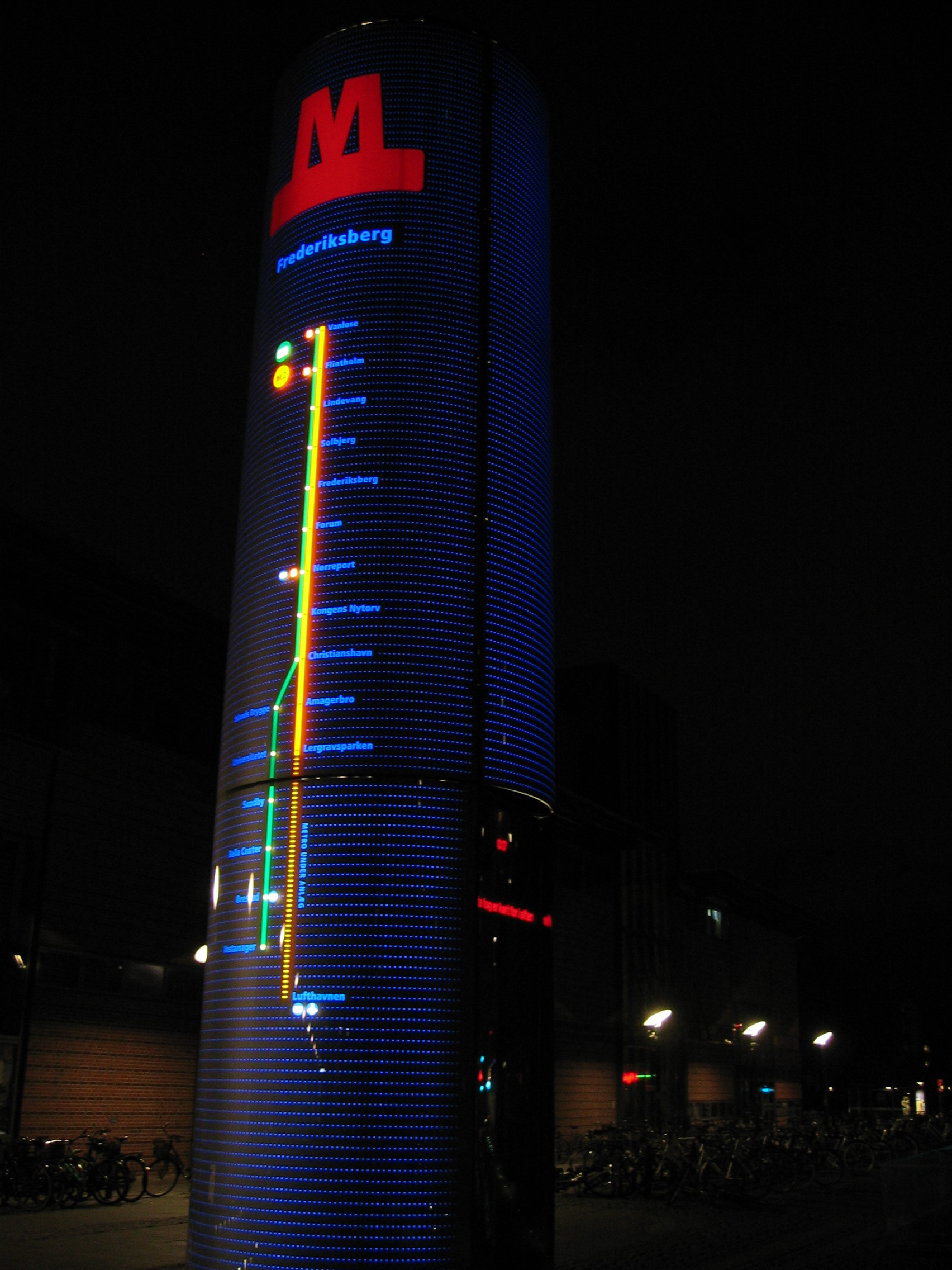
Інформаційна колона біля станції Фредеріксберг із зазначенням ліній маршруту і станцій.

З 9 підземних станцій: 6 станцій глибокого закладення (знаходиться на глибині 20 метрів під землею) і 3 станції мілкого закладення (розташовані безпосередньо під поверхнею ґрунту). Всі станції мають довжину 60 метрів і ширину 20 метрів. Станції мілкого закладення побудовані відкритим способом (англ. Cut & cover). Станції глибокого закладення будувалися зверху вниз. Спочатку з щільно підігнаних один до одного бетонних паль будувалися водонепроникні стіни навколо станції, щоб переконатися в стійкості до проникнення води. Даний метод, по-перше, екологічний, а по-друге, має більш високий рівень шумоізоляції і стійкості до вібрації. Потім на стіни були встановлені перехресні балки (нижче рівня ґрунтових вод), перевірена водонепроникність даху.

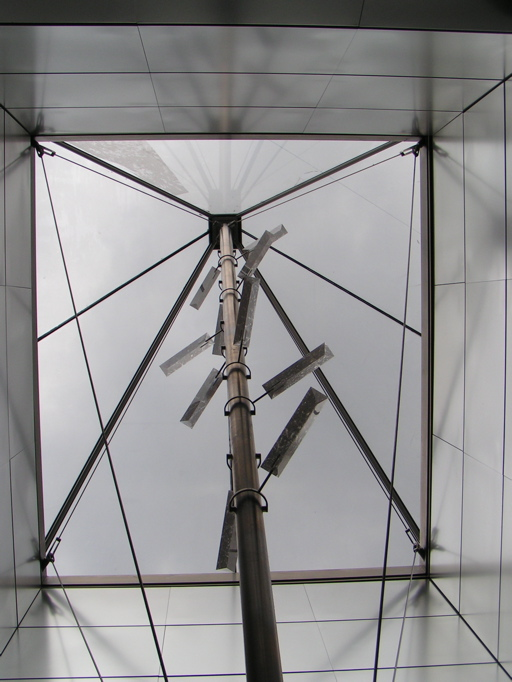
Скляна піраміда станції Конгенс-Нюторв, вигляд зсередини: система відбивачів.

Вхідні та вихідні пасажирські потоки грамотно розведені і не перетинаються. Два ескалатори ведуть на проміжний поверх, інша пара далі на платформу (на станціях мілкого закладення проміжного поверху немає). Мається ліфт, який доставляє пасажирів з рівня землі на платформу і назад. На підземних станціях доступ в тунель з платформи неможливий, так як вона має стінки з прозорого матеріалу, в які вмонтовані розсувні двері. Відкриття та закриття дверей поїзда і платформи синхронізовано (за принципом підйомника) і контролюється автоматичною системою безпеки. Дана система використовується в цілях безпеки, (запобігає падінням або стрибкам пасажирів на рейки, підвищує безпеку для слабозорих пасажирів) і економічності (дешевше і краще контролювати вентиляцію на станціях і тунелях). На станціях, розташованих у центрі міста, чергові метро-стюарди стежать за порядком і при необхідності надають допомогу пасажирам.

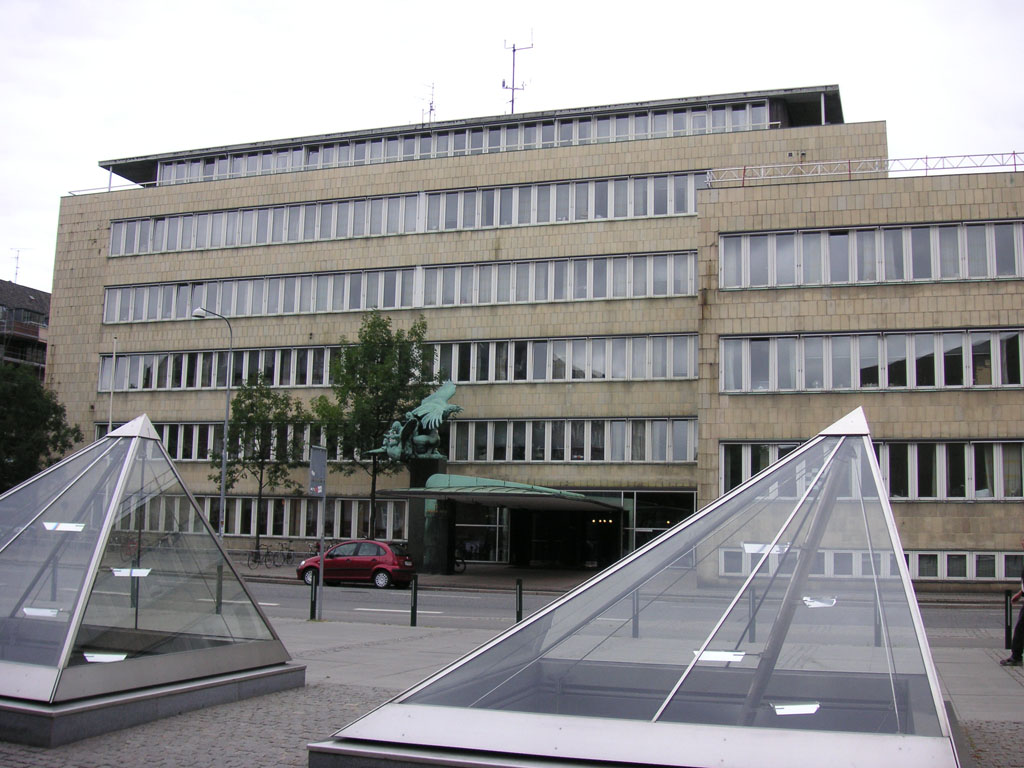
Скляні піраміди над станцією Форум.

Покажчиком на станцію метро є встановлена на поверхні інформаційна колона. Висота колони 5 метрів, що забезпечує її видимість здалеку. Практично всю частину колони займає електронний дисплей, де міститься інформація про попередні і наступні станції лінії. Дизайн колони розроблений студією Knud Holscher Industriel Design.
Крім інформаційної колони та інших зовнішніх ознак (скляні ліфти і сходи), що вказують на станцію метро, на поверхні над кожною підземною станцією встановлені скляні піраміди (довжина — 3,5 м, ширина — 3,2 м, висота — 2,2 м). Такі споруди забезпечують денне освітлення розташованої на 18-метровій глибині платформи в світлий час доби. Якщо датчики світла визначають яскравість світла недостатньою (похмуро, сутінки) на глибоких ділянках, освітлення доповнюється штучним електричним освітленням. Всередині піраміди влаштовані відбивачі з алюмінію, які посилюють світло. 2005 року станція Форум, прикрашена кількома скляними пірамідами, була номінована на приз Європейського Союзу сучасної архітектури (англ. European Union Prize for Contemporary Architecture).

## Рухомий склад
1998 року була укладена угода з італійською залізничною компанією Ansaldo Trasporti (з 2001 року AnsaldoBreda) на електричне та механічне обладнання для метрополітену. Цей контракт передбачав поставку рухомого складу, укладку колії, облаштування систем тягового електропостачання (750 В постійного струму з живленням від контактної рейки), сигналізації та управління рухом.
Зовнішній вигляд та дизайн інтер'єру, основними особливостями яких є функціональність і простота, проектувався спільно італійською дизайнерською компанією Giugiaro Design та данською компанію Carl Bro Design. Вважається, що результат співпраці поєднав у собі скандинавські традиції функціоналізму з італійською винахідливістю і спритністю.
Було замовлено та введено в експлуатацію 34 тривагонні потяги (з них на маршрутах, в робочій зоні, знаходиться не менше 18). Довжина такого потяга 39 метрів, ширина — 2,65 м. Потяг створений під стандартну ширину колії в 1,435 м. Висота підлоги над рейкою становить 0,85 м, що збігається з висотою платформи (завдяки чому, люди в інвалідних візках або з возиком або велосипедом можуть потрапити у вагон без сторонньої допомоги). Корисне навантаження потяга становить 52 тонни. Максимальна швидкість, яку може розвинути — 80 кілометрів на годину (максимальне прискорення — 1,3 м/с ²). Середня швидкість з урахуванням зупинок — 40 км\г. Мінімальний допустимий часовий інтервал між потягами — 90 секунд.

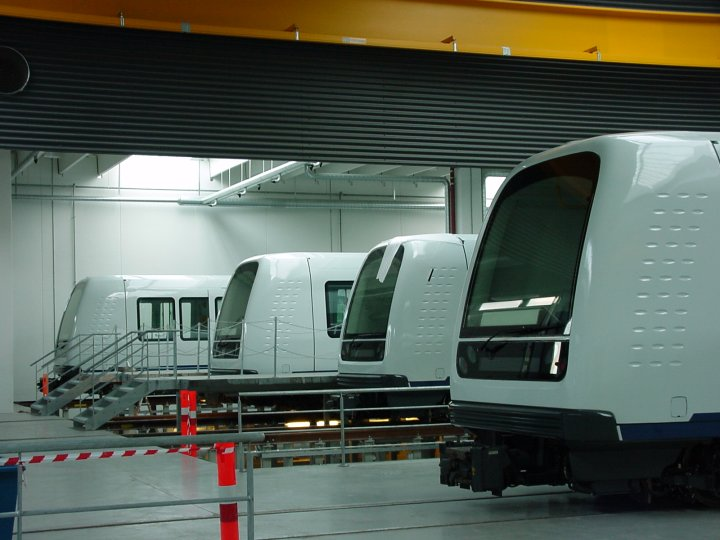
Потяги Копенгагенського метро в депо.

Кожен вагон оснащений двома трифазними асинхронними двигунами. Потужність двигуна 141 к. с. (або 105 кВт), таким чином сумарна потужність всього потягу — 840 к. с. (або 630 кВт). Кожен двигун вагону має власний IGBT (біполярний транзистор з ізольованим затвором), який перетворює 750 В постійного струму (отриманих від контактної рейки) в змінний струм, що використовується трифазною системою двигуна.
Вагони мають широкі проходи і просторі майданчики для розміщення пасажирів, що їдуть стоячи, на інвалідних візках та з велосипедами. В зв'язку з невеликою, як правило, тривалістю поїздки в такому потязі при повній пасажиромісткості (300 осіб) місць для сидіння тільки 96 (по 32 у вагоні). У салоні кожного вагона є по два вмонтованих електронних дисплея системи інформування пасажирів, на яких вказується час, назва наступної станції, відомості про пересадки на інші види транспорту та інша корисна інформація. Через цю систему можна зв'язатися з центром управління потягами Копенгагенського метро.
У потягах ведеться відеоспостереження в режимі реального часу. Спрямована в першу чергу на вирішення проблеми безпеки пасажирів, система відеоспостереження базується на системах CCTV (від англ. Closed Circuit Television, — система замкнутого телебачення) нового покоління, здатна передавати на центральний пульт безперервний потік зображень з потягів, що рухаються зі швидкістю понад 80 кілометрів на годину. Високошвидкісна передача зображень забезпечується за допомогою мережі Wi-Fi (від англ. Wireless fidelity, — бездротова точність), яка з'єднує потяги з точками доступу, встановленими в тунелях. Від точок доступу до пульту управління трафік передається по оптичній мультисервісній транспортній мережі, в результаті чого хендовер відбувається абсолютно непомітно (затримки дуже малі). Система розроблена спільно компаніями Alcatel і Ansaldo Trasporti Sistemi Ferroviari (ATSF), дочірньою структурою корпорації Finmeccanica.

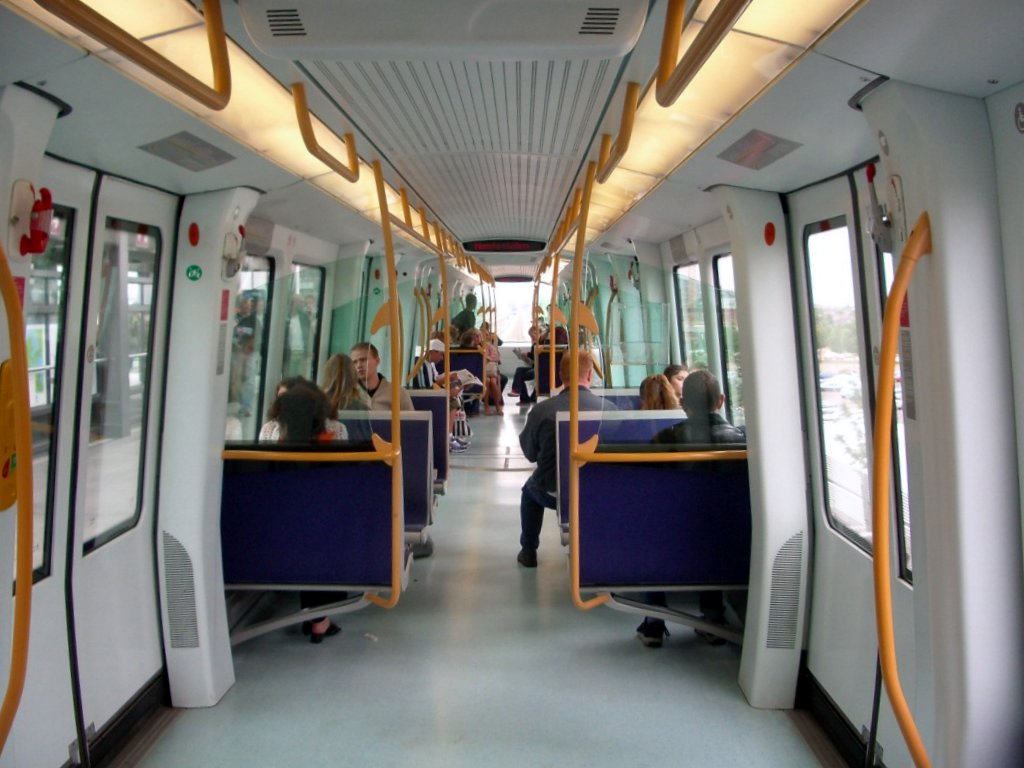
Внутрішній вигляд вагону.

Так як керування поїздами автоматичне, і кабіна машиніста не передбачена, пасажири можуть спостерігати за рухом через лобове скло. Так, в 2006 році організатори шоу-виставки індустрії комп'ютерних та відеоігор в Північній Європі D3 Expo (від англ. Danish Electronic Entertainment Expo), використовували вікна вагонів для імітації інтерфейсу відеоігри. Згідно ідеї рекламного агентства Saatchi & Saatchi, на вікна були наклеєні напівпрозорі плівки, а рух поїзда створював дивовижну схожість вікна з екраном монітору.
Підтримка рухомого складу та електричного обладнання метрополітену здійснюється компанією Inmetro Srl, яка була утворена 1 січня 2008 року. Inmetro Srl є спільним підприємством компанії Ansaldo Trasporti Sistemi Ferroviari (володіє 49%) і міланської транспортної компанії Azienda Trasporti Milanesi (володіє 51%). До цього цим займався консорціум Ansaldo і Serco, утворений 2002 року. Але 2007 року Ansaldo (за підтримки компанії Ерестад) викупили частку Serco.

## Безпека і контроль
Однією з відмінних рис Копенгагенського метрополітену є те, що в потягах метро немає машиніста, а керування відбувається завдяки повністю автоматизованій системі ATC (від англ. Automatic Train Control). Ця система покликана виключити можливість людської помилки, а також більш чітко контролювати відстань між потягами (завдяки точно заданій величині гальмування і прискорення). Крім ATC існує система контролю, регулювання та нагляду, що контролює енергозабезпечення, вентиляцію, охоронну сигналізацію, систему відеоспостереження.

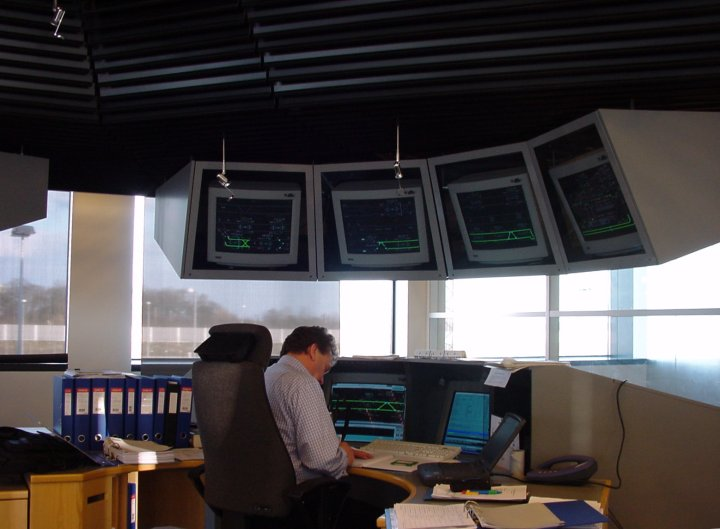
Центр управління потягами Копенгагенського метрополітену, 2001 рік.

Контроль над системою відбувається з Центру управління і технічного обслуговування (дан. KVC, від Kontrol og vedligeholdelsescenteret) у Вестамагері. Територія центру займає 1,1 гектар, де розташовані депо, ангари для непрацюючих (неактивних) потягів та технічного обслуговування. Так само на території центру є 5 км шляху, 800 метрів з яких є випробувальним треком в період після обслуговування. Звичайна зміна складається з п'яти операторів, які контролюють працездатність систем. У випадках несподіваної ситуації оператор може втрутитися в роботу, застосувавши один з багатьох планів дії для несподіваних нештатних ситуацій.
Система ATC складається з трьох підсистем:
1. Підсистема ATS (від англ. Automatic Train Supervisory) — система спостереження і контролю за маршрутами і напрямками руху потягів. Саме ця система вибирає маршрут руху потягу. Підсистема ATS, залежно від ситуації, вибирає сценарій для руху. Наприклад розрізняються сценарії: нормальний рух, рух вночі, рух при технічному обслуговуванні шляхів. Інформація про рух і маршрути потягів виводиться на монітори центру управління. Так само ATS зберігає інформацію про помилки та збої, заходи з ремонту та технічного обслуговування.
2. Підсистема ATO (від англ. Automatic Train Operation) — система контролю руху на станціях, а саме зупинки потягу, відкриття дверей, очікування певного періоду часу, закриття дверей, продовження руху. Ця частина системи є аналогом автопілота і виконує фізичну функцію машиніста потягу. Підсистема ATO працює на дуже високому рівні, і не може самостійно змінювати свої параметри, такі як швидкість гальмування або інтервал очікування на станції.
3. Підсистема ATP (від англ. Automatic Train Protection) — система захисту від аварій в метро, пасажирів і персоналу від нещасних випадків (зокрема, схід з рейок, зіткнення потягів, відкривання дверей під час руху). Система перевіряє і контролює обмеження швидкості руху (три положення перемикача швидкості: початок руху або розгін, рух і гальмування), відстань між потягами, стрілочний перевід і вільний шлях (наявність на шляху сторонніх предметів, проведення ремонтних робіт або робіт з технічного обслуговування).[11]

Всі важливі системи в потягах Копенгагенського метро надлишкові і мають альтернативне забезпечення (у разі виходу з ладу однієї системи, управління перемикається на дублюючу). Так поїзд може продовжувати рух навіть якщо половина його двигунів вийшла з ладу. У цьому випадку система контролю несправностей виявляє помилку і сигналізує на пульт центру управління, а потяг по можливості виводиться з робочої зони.

### Система закривання дверей

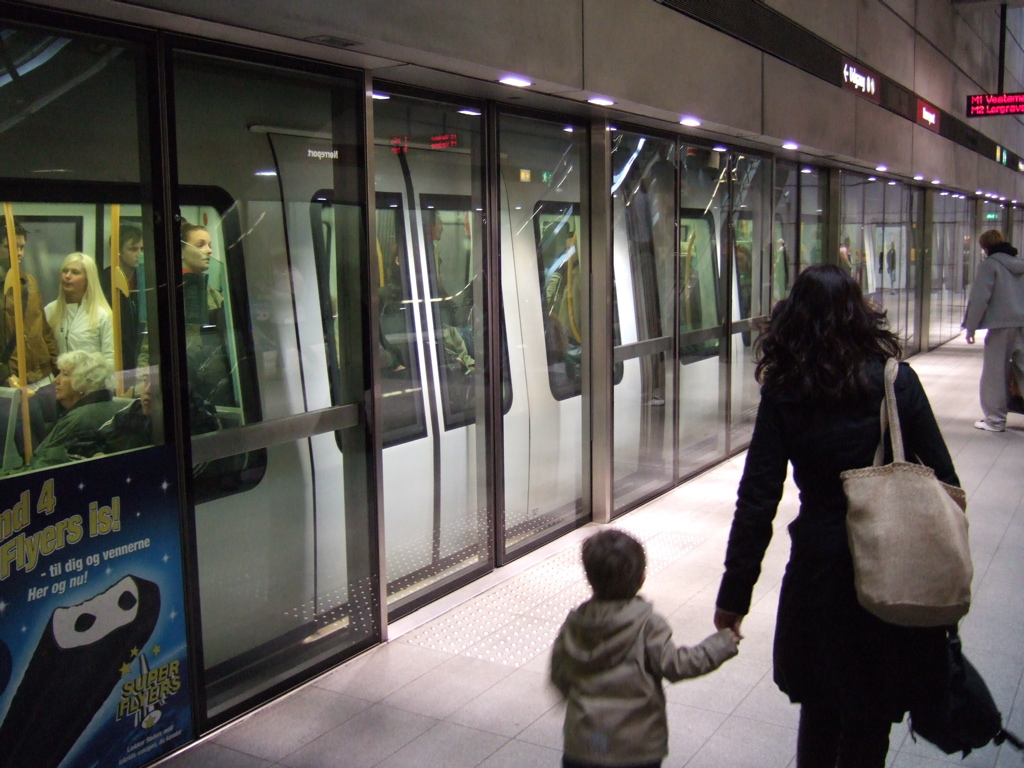
Відкриттям дверей керує автоматизована система.

Копенгагенське метро має безпечну і повністю автоматизовану систему закривання дверей вагонів, яку контролює підсистема ATO. Перед закриттям дверей подається звуковий сигнал, а над самими дверима починає блимати сигнальна лампочка. Крім того двері мають чутливі до тиску краї, що дозволяє виявити навіть невеликі предмети або об'єкти, що перешкоджають закриттю. При виявленні такої перешкоди закриття дверей негайно припиняється.
На підземних станціях, з вмонтованими розсувними дверима на платформу, відкриття і закриття дверей потягу і платформи синхронізовано за принципом підйомника, і так само контролюється підсистемою ATO. Дана система використовується в цілях безпеки, (запобігає падінню або стрибку пасажирів на рейки, підвищує безпеку для слабозорих пасажирів) і економічності (дешевше і краще контролювати вентиляцію на станціях і тунелях).

### Пожежна безпека
З метою підвищення пожежної безпеки потяги Копенгагенського метрополітену сконструйовані в основному з негорючих матеріалів. Для деталей, які неможливо створити з таких матеріалів, були використані такі важкогорючі матеріали, які при займанні не виділяють токсичні пари.
На підземних станціях, крім стандартних протипожежних заходів безпеки, в конструкції скляних пірамід використовується електричний шпиндель. В результаті основу піраміди підведено на 60 см, а в разі пожежі шпиндель забезпечить необхідне видалення диму під час евакуації.

### Технічне обслуговування

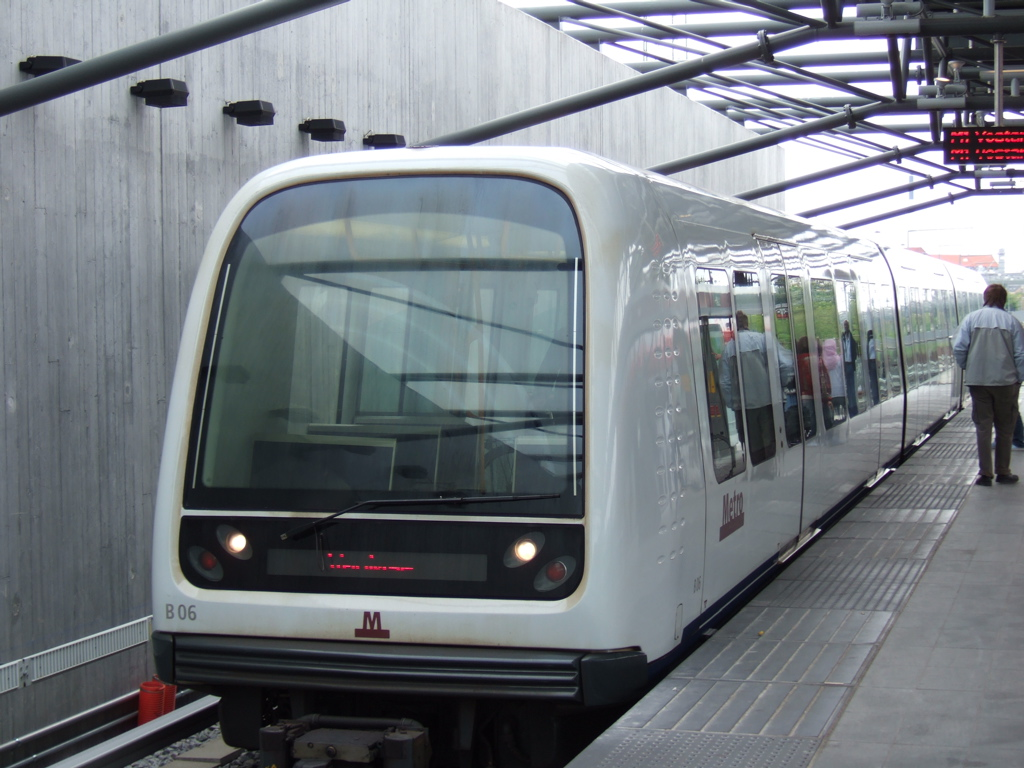
Потяги керуються автоматикою, без машиніста.

Технічне обслуговування потягів включає в себе внутрішнє і зовнішнє прибирання вагонів. Зовнішня чистка проходить в автоматичному режимі. Потяг автоматично виводиться з робочої зони, і переганяється в депо, де виконується регулярна перевірка. Після чого він стає в чергу потягів готових до роботи. Якщо потяг потребує спеціального догляду, то він може бути виведений із системи в ручному режимі. Так, у вересні 2003 року, під час пробного проїзду у одного з вагонів відпали двері, в результаті чого всі потяги були примусово виведені в режим технічного обслуговування, в якому у всіх вагонів були перевірені і відрегульовані двері.
З переходом в березні 2009 року на цілодобовий режим роботи, ускладнилися умови з обслуговування метрополітену, оскільки ніч використовувалася для технічних робіт. Зараз якщо на одному шляху діє якийсь маршрут, другий шлях використовується в технічних цілях. Кожні два місяці (6 разів на рік) Копенгагенський метрополітен закривається на ніч (не працює в нічний час з неділі по четвер), в цей період часу проводяться роботи з капітального ремонту.

## Особливості проїзду

### Час роботи
Спочатку метро працювало з 5:00 до 01:00 по буднях, та цілодобово у вихідні, але з 16 березня 2009 року розклад змінився, і Копенгаген став одним з перших міст Європи з метро, яке працює цілодобово.

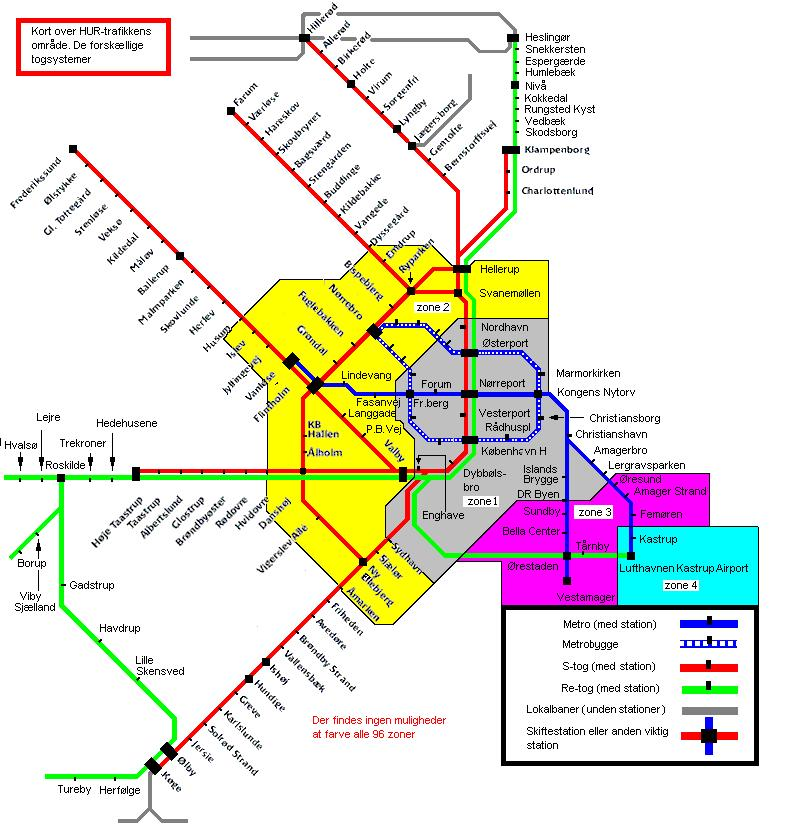
Транспортні зони Копенгагенської агломерації.

Інтервали між поїздами від 2 до 20 хвилин:
- в час пік (07:00 — 10:00 і 15:00 — 18:00) — 2 хвилини на спільній ділянці та 4 хвилини на відгалуженнях;[27]
- в денний час (5:00 — 07:00, 10:00 — 15:00, 18:00 — 24:00) — 3 хвилини на спільній ділянці та 6 хвилин на відгалуженнях;[27]
- нічний час (24:00 — 05:00) — 20-30 хвилин (в ночі з п'ятниці на суботу та з суботи на неділю — 15 хвилин).

### Оплата проїзду
У Копенгагенській агломерації використовується інтегрована система оплати з прив'язкою вартості проїзду до зони проходження. Метро охоплює 4 зони:
- 1 зона, до якої належать станції: Неррепорт, Конгенс-Нюторв, Крістіансгавн, Ісландс-Брюгге, ДР-Бюен, Амагербро, Лерграуспаркен, Форум і Фредеріксберг.
- 2 зона, до якої належать станції: Фредеріксберг, Фасанвай, Ліндеванг і Ванлесе.
- 3 зона, до якої належать станції: Сундбю, Белла-Сентер, Ерестад, Вестамагер, Ересунн, Амагер-Странд і фемер.
- 4 зона, до якої належать станції: Каструп і Луфтгавнен (Аеропорт)).

Усередині міської зони (зони 1—3) призначена фіксована вартість проїзду (так, на жовтень 2010 року, вартість квитка становила 13,5 Kr), але при в'їзді в кожну наступну зону вартість проїзду зростає. Така система дозволяє використовувати будь-який доступний транспорт, включаючи пересадки на інший транспортний засіб без доплати вартості. Широкий вибір різноманітних типів квитків та проїзних, разовий проїзд за якими буде коштувати значно дешевше, дозволяють мінімізувати витрати на транспорт в залежності від частоти і відстані необхідних поїздок.
У метро діють правила і обмеження:
- Дорослий пасажир має право везти з собою двох дітей віком до 12 років безкоштовно.
- Для дітей до 16 років існує дитячий тариф (50% вартості дорослого квитка). Для собак і велосипедів необхідний окремий квиток.
- Собаки-поводирі і маленькі собаки, поміщені в сумку, проїжджають безкоштовно. Для провезення великих собак необхідний квиток, причому спеціально для пасажирів-алергіків існують зони, де собак провозити заборонено, це перші шість місць в голові і в хвості складу метро. При цьому, якщо працівнику метрополітену здасться, що ваша собака створює незручності для інших пасажирів, вас можуть попросити залишити вагон.[29]

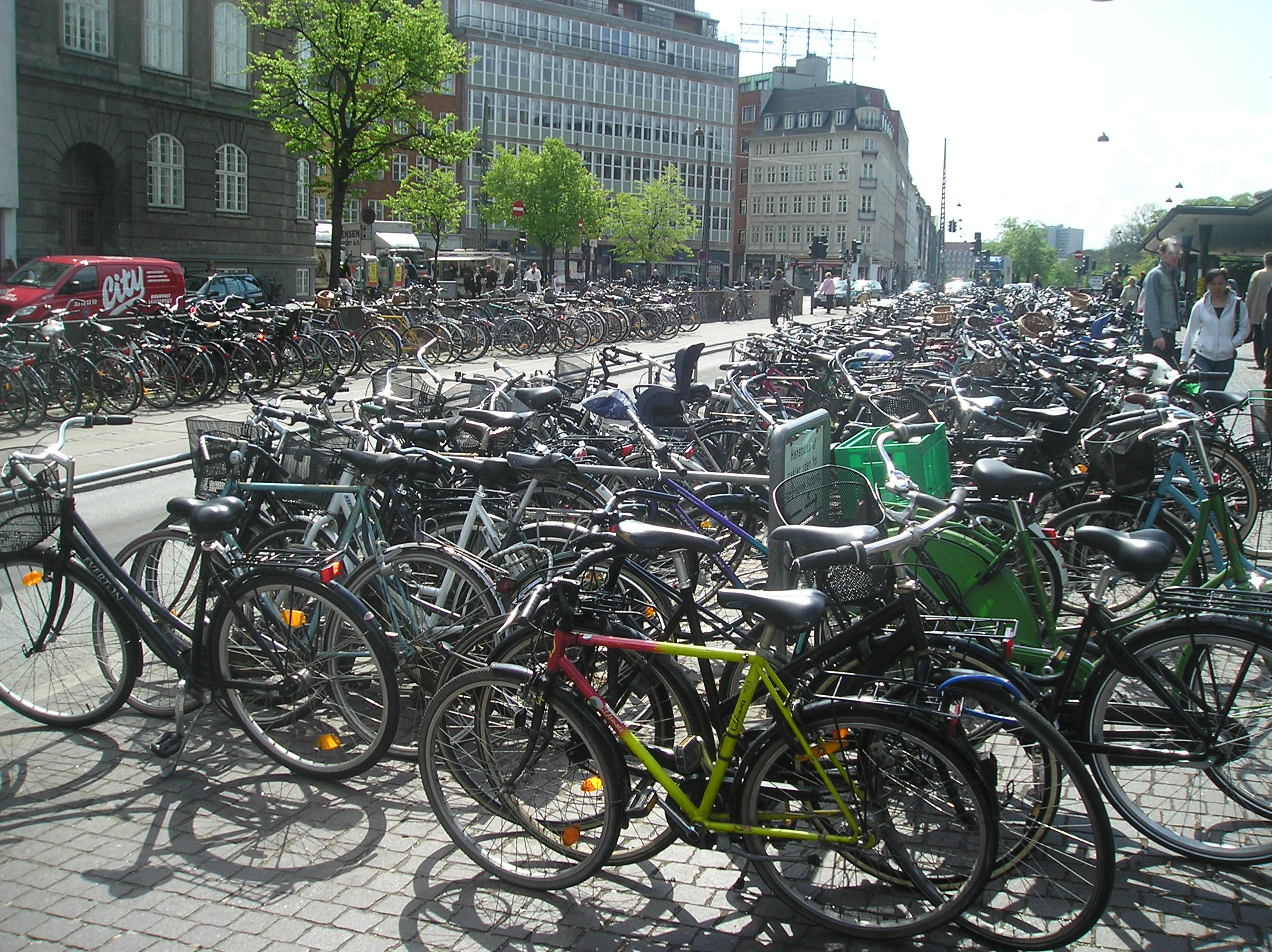
Стоянка велосипедів біля станції Неррепорт, 2007 рік.

- Обмеження для перевезення велосипедів:[30]
  - Для перевезення з собою велосипеда необхідно купити на нього квиток (12 Kr, або абонемент на 10 поїздок вартістю 105 Kr).
  - Заборонено перевезення велосипедів в періоди з 07:00 до 8:30 і з 15:30 до 17:00 (час пік). У літні місяці, в період з 1 червня по 1 вересня, це правило не діє. Практично біля кожної станції метро мається організована парковка для велосипедів, а на станціях Ванлесе, Форум, Неррепорт, Конгенс-Нюторв, Крістіансгавн, Амагербро і Лерграуспаркен є спеціальні, обладнані відеоспостереженням, підвали для безкоштовного паркування.[30]
  - Заборонені до перевезення в метро вантажні велосипеди (типу дан. Christianiacykler або дан. Long Johns) та велосипеди з трьома або більшою кількістю коліс.[30]
- У нічні години з 01:00 до 05:00 діє подвійний тариф.

Всі види квитків можна купити в автоматах, за готівку або скориставшись кредитною карткою. На кожній станції є каси, де можна купити квиток у касира (і безкоштовно взяти транспортні схеми, розклад та інші інформаційні матеріали). Разовий квиток необхідно прокомпостувати в валідаторі в першому транспортному засобі по шляху вашого слідування. Валідатори в Копенгагенському метро пофарбовані в жовтий колір і встановлені у вестибюлях підземних станцій або при вході на платформу на наземних станціях. Квиток дійсний протягом однієї години з моменту компостування для зон 1-3, півтора годин для зон 4-6 і двох годин для зон 7-8. Контроль оплати проїзду може здійснюватися як на станціях, так і в вагонах.
У кожному потязі метро є місця, доступні для попереднього резервування. Зв'язок та замовлення здійснюються через диспетчерську і касу. Ця функція дуже зручна і в основному використовується матерями з дитячими возиками або у випадку поїздок з великою групою дітей.
Також в Копенгагенському метро, крім різних знижок і обмежень, управління метрополітену надає пасажирам гарантії на випадок несправностей руху. Так, між станціями пошкодженої ділянки запускається автобусне сполучення, а якщо затримка перевищує півгодини, то пасажир, який скористався послугами таксі, може розраховувати на відшкодування витрачених на це коштів. Заповнивши спеціальний бланк і відіславши його в службу метро з обслуговування клієнтів, пасажир може протягом 3 місяців повернути собі витрачену на таксі суму (не більше 200 Kr), при цьому таксі має бути спіймано біля станції, де стався збій у роботі метро.

## Управління

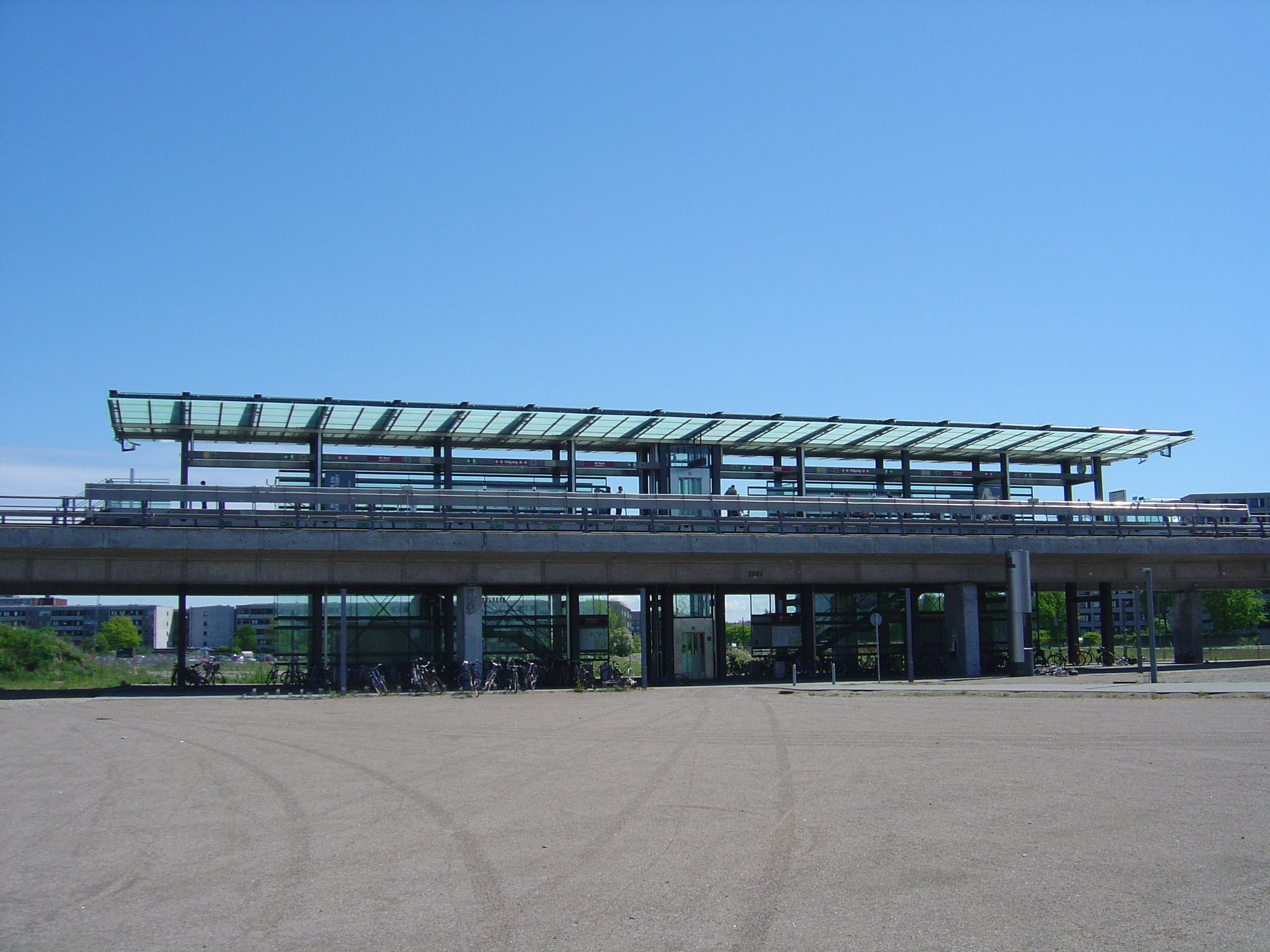
Надземна станція ДР-Бюен, 2007 рік.

Власником метро є данська компанія Ерестад (дан. Ørestadsselskabet). Створена 24 червня 1992 року компанія мала два основні завдання: спорудження метро в Копенгагені і розвиток району Ерестад. 2007 року Ørestadsselskabet розділилася на дві компанії, кожній з яких дісталася одна з основних цілей головної фірми. Утворена таким чином компанія Метро (дан. Metroselskabet I/S) є на сьогодні власником і оператором метрополітену, а також контролює і організовує будівництво кільцевої лінії. 50% компанії Metroselskabet належать комуні Копенгаген, 8,3% — Фредеріксбергу, а 41,7% належить державі.
Основні особи компанії-оператора:
- Геннінг Крістоферсен[13](дан. Henning Christophersen) — голова правління директорів компанії Ørestadsselskabet.
- Анна-Гретта Фосс (дан. Anne-Grethe Foss) — виконавчий віце-президент компанії Ørestadsselskabet і генеральний директор компанія Metroselskabet.